# Saint-Blaise-la-Roche
Saint-Blaise-la-Roche là một xã thuộc tỉnh Bas-Rhin trong vùng Grand Est đông bắc Pháp.